# Duncan Tappy

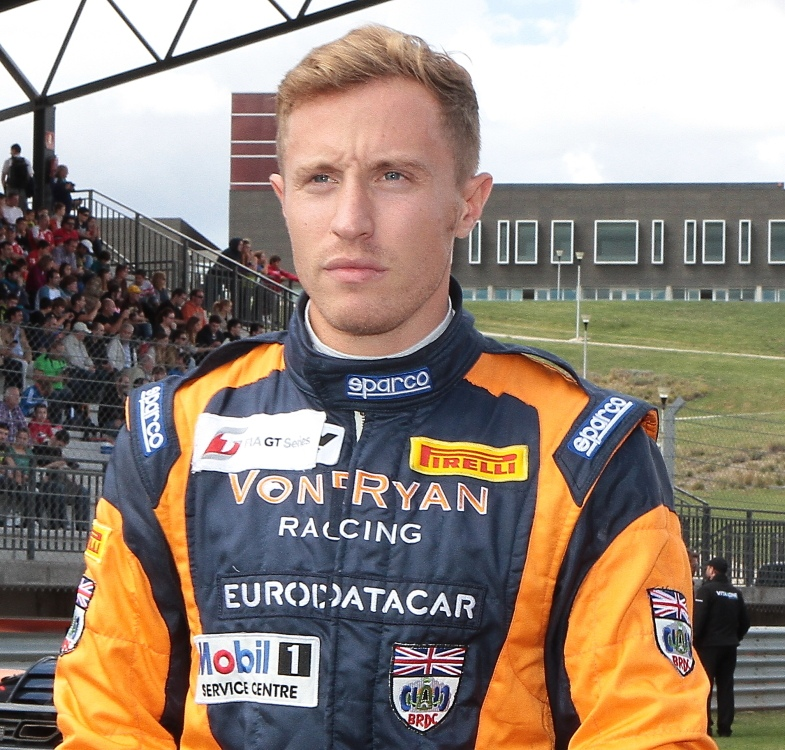
Duncan Tappy 2022

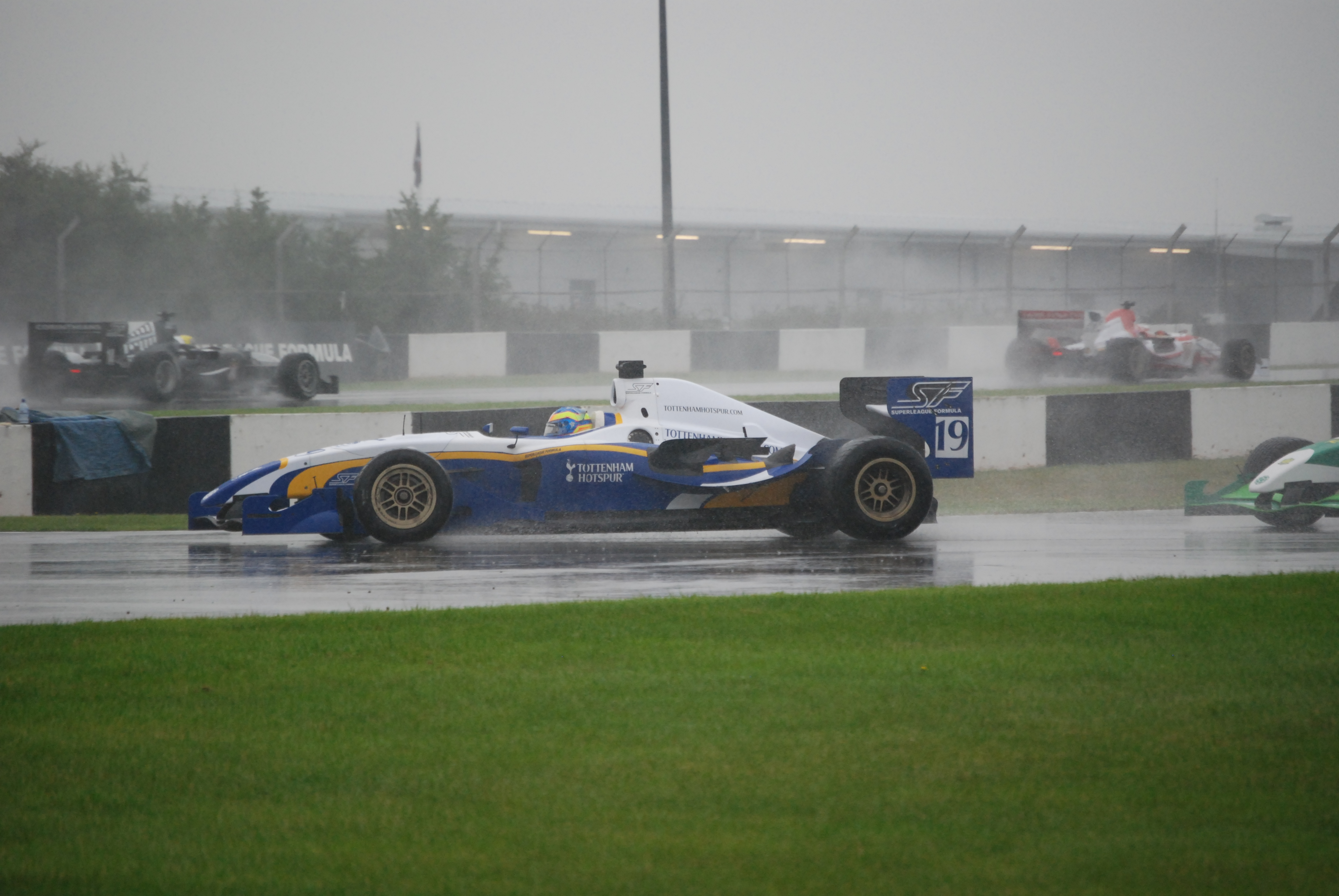
Duncan Tappy in der Superleague Formula 2008

Duncan Tappy (* 26. Juni 1984 in West Ewell, Surrey, England) ist ein britischer Rennfahrer.

## Karriere
Tappy begann seine Karriere wie die meisten Motorsportler im Kartsport und war bis 2003 in dieser Sportart aktiv. 2003 gab er außerdem sein Debüt im Formelsport in der britischen Formel Zip, die er auf dem elften Platz beendete. 2004 trat er nur gegen Ende des Jahres in der Winterserie der britischen Formel Ford an und gewann die Vizemeistertitel. 2005 startete er für Jamun Racing in der regulären Meisterschaft der britischen Formel Ford und gewann die Hälfte der Rennen. Trotz der vielen Siege reichte es für den Briten nicht zum Meistertitel und er wurde hinter seinem Teamkollegen Charlie Donnelly Vizemeister.
2006 blieb Tappy bei Jamun Racing und nahm an der britischen Formel Renault teil. In seiner ersten Saison belegte er den 18. Gesamtrang. 2007 bestritt er seine zweite Saison für Fortec Motorsport. Der Brite gewann 9 von 20 Rennen und gewann vor seinem Teamkollegen Dean Smith den Meistertitel. Außerdem nahm er an Rennen der nordeuropäischen und französischen Formel Renault teil.
Nachdem der Brite Anfang 2008 für das britische Team an A1-Grand-Prix-Testfahrten teilgenommen hatte, startete er bei Sportwagenrennen. Er trat zu einem Rennen der Le Mans Series und zu zwei Rennen des britischen Porsche Carrera Cups an. Anschließend kehrte er in den Formelsport zurück und ersetzte Borja García bei RC Motorsport in der World Series by Renault. Insgesamt absolvierte er acht Rennen und beendete die Saison auf dem 23. Gesamtrang. Darüber hinaus startete er bei zehn von zwölf Rennen in der ersten Saison der Superleague Formula, einer Rennserie, in der Fußballclubs mit Formelrennwagen antreten, für das von GTA Motor Competición betreute Team von Tottenham Hotspur. Ein zweiter Platz war sein bestes Resultat.
2009 nahm Tappy nur an einzelnen Rennen verschiedener Rennserien teil. Zunächst startete er bei den ersten zwei Rennen der nordamerikanischen Indy Lights und kam bei beiden Rennen nicht ins Ziel. Anschließend nahm er an den ersten zwei Rennen der internationalen Formel Master teil. Nachdem er auch in dieser Serie bei keinem weiteren Rennen eingesetzt worden war, trat er für das von Ultimate Motorsport betreute Team von Galatasaray Istanbul zu den ersten vier Rennen der Superleague Formula an. 2010 erhielt Tappy bei DAMS ein Cockpit für eine Saison in der Auto GP. Mit einem zweiten Platz als bestes Resultat belegte er am Saisonende hinter seinen Teamkollegen Romain Grosjean und Edoardo Piscopo den dritten Gesamtrang. Außerdem startet er bei einigen Rennen in der Superleague-Formula-Saison 2010 für das von Alpha Motorsport betreute Team von Flamengo Rio de Janeiro. Nach dem zehnten Rennwochenende stand Tappy insgesamt fünf Mal auf dem Podest. Ein Sieg gelang ihm nicht.

## Sonstiges
In den Jahren 2005 und 2007 war Tappy für den McLaren Autosport BRDC Award nominiert, wurde aber nie mit dem Preis ausgezeichnet.

## Statistik

### Karrierestationen
- 2003: Britische Formel Zip (Platz 11)
- 2004: Winterserie der britischen Formel Ford (Platz 2)
- 2005: Britische Formel Ford (Platz 2)
- 2006: Britische Formel Renault (Platz 18)
- 2007: Britische Formel Renault (Meister)
- 2008: World Series by Renault (Platz 23); Superleague Formula; Le Mans Series (Platz 19)
- 2009: Superleague Formula; internationale Formel Master (Platz 22); Indy Lights (Platz 32)
- 2010: Auto GP (Platz 3); Superleague Formula

### Sebring-Ergebnisse
| Jahr | Team              | Fahrzeug | Teamkollege   | Teamkollege | Platzierung | Ausfallgrund |
| ---- | ----------------- | -------- | ------------- | ----------- | ----------- | ------------ |
| 2022 | United Autosports | Oreca 07 | James McGuire | Guy Smith   | Rang 11     |              |